# Monaster św. Mikołaja w Bielsku Podlaskim
Monaster św. Mikołaja – prawosławny klasztor w Bielsku Podlaskim, funkcjonujący od XVI w. do 1825.

## Historia
Prawdopodobną inicjatorką powstania klasztoru była Helena Moskiewska. Monaster funkcjonował już przed 1529, gdy otrzymał majątek ziemski na mocy przywileju królewskiego. Według dokumentów z II połowy XVI w. monaster posiadał bogate uposażenie, w tym samym okresie powstała przy nim szkoła i szpital. Dalszy wzrost znaczenia wspólnoty dla prawosławia w I Rzeczypospolitej nastąpił po unii brzeskiej, gdy do monasteru przeniosło się wielu mnichów z klasztorów, które przyjęły jej postanowienia. Monaster w Bielsku nigdy nie przeszedł w ręce unitów i w XVII–XVIII w. był jednym z centrów oporu przeciwko wprowadzaniu unii. W końcu XVIII w.  był jednym z ostatnich ośrodków prawosławia na Podlasiu, obok innych klasztorów – monasteru Zaśnięcia Matki Bożej w Zabłudowie oraz monasterów Trójcy Świętej i Przemienienia Pańskiego w Drohiczynie.
W 1791 przełożony monasteru ihumen Sawa (Palmowski) został wybrany na przewodniczącego Najwyższego Konsystorza Prawosławnego w Pińsku, a także był najpoważniejszym kandydatem na pierwszego zwierzchnika autokefalicznego Kościoła prawosławnego w Rzeczypospolitej. Jego utworzenie okazało się niemożliwe wskutek II rozbioru Polski.
W 1795 monaster w Bielsku znalazł się na terenie zaboru pruskiego. W ciągu kolejnych dwunastu lat jego przełożony, Laurenty (Michalski), przeprowadził gruntowny remont głównej cerkwi monasterskiej, w tym zlecił wykonanie nowego ikonostasu (1806) i rekonstrukcję zniszczonego dzwonu. W 1807 klasztor znalazł się na terenie zaboru rosyjskiego, w jurysdykcji eparchii mińskiej Rosyjskiego Kościoła Prawosławnego. Rok później na polecenie biskupa mińskiego Hioba dziekan klasztorów eparchii przeprowadził wizytację monasteru. Wykazała ona, że zabudowania monasterskie były w dobrym stanie.
Po zapoznaniu się z wynikami wizytacji konsystorz eparchii mińskiej uznał za wskazane utrzymanie funkcjonowania monasteru w Bielsku, głównie z powodu prowadzenia przez mnichów parafii z 748 wiernymi. Jednak w 1825 decyzja w sprawie klasztoru została zmieniona z uwagi na niewielką liczbę powołań. Urszula Pawluczuk łączy ją z tolerancyjną polityką Aleksandra I wobec osób innego wyznania niż prawosławne. W latach poprzedzających zamknięcie monasteru w Bielsku zlikwidowanych zostało, z analogicznych przyczyn, także dziesięć innych ośrodków życia monastycznego na ziemiach anektowanych przez Rosję w wyniku rozbiorów Rzeczypospolitej.

## Wspólnota monastyczna
W 1795 wspólnotę monasterską w Bielsku tworzyło dwóch mnichów i ihumen. Wizytacja z 1808 wykazała podobny stan osobowy klasztoru – w klasztorze przebywało trzech mnichów (ihumen i dwóch hieromnichów) oraz dwóch posłuszników.

## Majątek i uposażenie klasztoru
Monaster utrzymywał się z pięciu włók ziemi nadanych przywilejem królewskim, z czego dwie włóki, znajdujące się na terenie Stryk, w XIX w. wydzierżawił za czynsz w wysokości 60 złotych. Wspieranie klasztoru materialnie należało ponadto do obowiązków bractwa Objawienia Pańskiego w Bielsku.

## Architektura
Wizytacja z 1808 r. wykazała, że w kompleksie zabudowań klasztornych działały dwie cerkwie: św. Mikołaja (wolno stojąca, jednokopułowa) oraz Zaśnięcia Matki Bożej (połączona z budynkiem mieszkalnym, jednokopułowa). Odrębną budowlą była trójkondygnacyjna dzwonnica, której piwnice służyły jako spichlerz. Mnisi dysponowali także pomieszczeniami służącymi do przechowywania siana i zboża, zaś w sąsiedztwie klasztoru działał należący do niego folwark.